# Watanabeopetalia uenoi
Watanabeopetalia uenoi là loài chuồn chuồn trong họ Chlorogomphidae. Loài này được Asahina miêu tả khoa học đầu tiên năm 1995.